# Zielonka Nowa
Zielonka Nowa – wieś w Polsce położona w województwie mazowieckim, w powiecie zwoleńskim, w gminie Zwoleń. Ma status sołectwa.
W latach 1975–1998 miejscowość administracyjnie należała do województwa radomskiego.
Obok miejscowości przepływa niewielka rzeka Zwoleńka, dopływ Wisły.
Wierni Kościoła rzymskokatolickiego należą do parafii Podwyższenia Krzyża Świętego w Zwoleniu.